# Temistoklo
Temistoklo (grč. Θεμιστοκλῆς, što znači „Slava zakona”) je bio atenski političar i vojskovođa (oko 524. – 460. pr. Kr.)  u doba grčko-perzijskih ratova. Najslavniji kao vođa grčkih snaga u bitci kod Salamine protiv Perzijskog Carstva 480. pr. Kr.

## Mladost
Temistoklo je rođen oko 524. pr. Kr. kao sin imućnog oca Neokla iz plemićke obitelji Likomida i majke koja nije bila Atenjanka. Stoga je svoje atensko državljanstvo Temistoklo dobio zahvaljujući Klistenovom zakonu po kojemu je 508. godine veliki broj slobodnih stanovnika Atene dobio državljanstvo. 
Temistoklo je 493. pr. Kr. izabran za arhonta-eponima, i to je prvi spomen njegova imena. Kao arhont sagradio je dugi zid kojim je povezao luku Pirej, udaljen od Atene oko sedam kilometara, s atenskom Akropolom. Krajem 5. stoljeća pr. Kr. organizirao je tzv. „pomorsku frakciju” u Ateni koja je težila izgraditi jaku flotu kako bi se Atena mogla oduprijeti sve jačemu perzijskom pritisku (Atenjani su tada imali tek 70 brodova). No, stvaranje pomorske flote i prebacivanje težišta atenske vojne moći na more značilo je da bi bogati Atenjani morali plaćati veće poreze za izgradnju novih brodova, dok bi istovremeno rastao politički značaj siromašnih gradskih stanovnika, jer su iz njihovih redova vrbovani mornari, koji do tada nisu imali skupo oružje, pa nisu mogli služiti u kopnenoj (hoplitskoj) vojsci. Tako je protiv ovog programa bilo atensko zemljoposjedničko plemstvo i dio seljaštva pod vodstvom Miltijada. Oni su smatrali kako Atenjani prije svega trebaju stvoriti kopnenu vojsku koja bi se mogla oduprijeti perzijskoj. 
Veliki uspjeh Grka u maratonskoj bitci 490. pr. Kr., u kojoj je sudjelovao i Temistoklo, ni izdaleka nije značio završetak borbe protiv Kserksove Perzije, već samo kratak predah. Temistoklo je poticao suradnju sa Spartom, najjačim atenskim suparnikom u Grčkoj, jer se ona već osiguravala od perzijske opasnosti sagradivši lanac utvrda na Korintskoj prevlaci.
God. 488. pr. Kr., s ciljem daljnje demokratizacije državnog uređenja, na prijedlog Temistokla promijenjen je način imenovanja arhonta koji se od tada vršio ždrijebom. Time je položaj arhonta izgubio na značaju, a vodeća uloga prešla u ruke desetorice stratega, biranih po filama hirotonijom (dizanjem ruku), što je oslabilo oligarhiju areopaga, u koji su ulazili bivši arhonti.  

## Vrhunac utjecaja
Veliku prepreku za ostvarenje Temistoklovog „pomorskog programa” predstavljala je opozicija pod vodstvom Aristida. On nije bio samo jedan od predstavnika najbogatijih slojeva gradskog stanovništva i zemljoposjednika plemićkog podrijetla, nego je uz njega pristajao i znatan dio atičkog seljaštva, koje se s razlogom plašilo neprijateljskog napada s kopna i zahtijevalo da se utvrdi kopnena granica. Aristid je protjeran ostrakizmom 483. pr. Kr., vjerojatno jer se protivio Temistoklovom prijedlogu da se srebro iz novootkrivenih laurijskih rudnika upotrijebi za izgradnju flote za rat protiv Eginjana. Od tada je Temistokle postao najutjecajniji političar u Ateni. Tako je Atena pristupila izgradnji flote i već početkom 480. pr. Kr. Atena je raspolagala flotom koja je imala najmanje 180 trijera. Nikada nijedna grčka država nije imala tako jaku flotu. Istovremeno je završena izgradnja utvrđenja u Pireju i njegovo pretvaranje u ratnu luku. 
Nema sumnje da je Temistoklo sa svojim istomišljenicima odigrao vrlo važnu ulogu u organizaciji Atenskog pomorskog saveza. Nadalje, primjer atenske demokracije snažno je djelovao na samoopredjeljenje građana savezničkih gradova, osobito onih koji su ranije bili podanici Perzije. Izbacivanjem tiranina koje su postavili Perzijanci, uvođen je novi poredak koji se izravno ugledao na Temistoklovu Atenu. Na primjer, Milet je kopirao je čak i imena Klistenovih fila. 
Nakon pobjede Perzijanaca nad grčkom kopnenom vojskom u bitci kod Termopila i pomorske bitke kod rta Artemizija, Temistoklo je evakuirao Atenu te je, okupivši savezničku grčku flotu kod otoka Salamine, osigurao pomorsku pobjedu Grka u bitci kod Salamine (480. pr. Kr.). I nakon te pobjede Temistoklo je ostao aktivan: zauzimao se za ponovno podizanje gradskih bedema i daljnje utvrđivanje Pireja te podupirao demokratski pokret na Peloponezu, vjerojatno kako bi oslabio spartansku dominaciju. Tako je neposredno poslije povijesnih pobjeda 479. pr. Kr. (Bitka kod Plateje i rta Mikale), koje su ujedno predstavljale i vrijeme najvećeg Temistoklovog utjecaja, došlo do demokratskog prevrata u Tebi, gde je bila zbačena aristokratska vlada, a primjer Tebe slijedilo je nekoliko gradova Beotije, gde takođe na vlast dolaze demokratske skupine. Na Peloponezu demokracija odnosi pobjedu u Argu i u susjednoj Mantineji, koja je predstavljala najveću zajednicu u Arkadiji. Otprilike u isto vrijeme demokracija je pobijedila u Elidi, poslije Sparte i Korinta, najvećoj državi na Peloponezu. 
Temistoklo je i onemogućio Spartance da dobiju većinu glasova u Delfijskoj amfiktioniji, skupštini naročito odabranih poslanika, ali su Lakedemonjani zato i odlikovali Kimona svojim počastima, postavljajući tako Temistoklu protivnika u državnim poslovima. Opoziciju mu je predstavljao i Aristid koji se u Atenu vratio kada je proglašena opća amnestija pred perzijskom nejezdom 480. godine; on je odigrao jednu od najvažnijih uloga u formiranju Delskog saveza. Tako je Temistoklov utjecaj počeo slabiti i Aristotel u svom Atenskom ustavu usput spominje kako je „poslije perzijskih ratova ponovo ojačalo vijeće areopaga koje je počelo upravljati državom”. 

## Progonstvo i smrt
Temistoklo je postepeno gubio naklonost i povjerenje atenskog demosa, dijelom zbog svoje arogancije, a dijelom zbog navodne podmitljivosti. I Diodor Sicilijski i Plutarh spominju da su se protiv Temistokla iznosile optužbe o korupciji. Naposljetku je oko 471. pr. Kr. Temistoklo protjeran iz Atene ostracizmom. U Kimonovoj biografiji Plutarh navodi kako je neposredan povod Temistoklovom izgnanstvu bila njegova svađa s Aristidom i Kimonom. Najprije je Temistoklo otišao u demokratski Arg, odakle je stalno putovao po drugim peloponeskim gardovima i radio na pripremanju demokratskih prevrata u njima. No, Spartanci su izvjestili Atenjane da je u suradnju s Perzijancima, u koje se bio zapleo Pauzanija, umiješao i Temistoklo. U Ateni je u odsustvu proglašen za izdajnika, osuđen na smrt i njegova imovina je oduzeta. 
Temistoklo je okružen neprijateljima bio primoran pobjeći iz Arga, najrije na Korkiru, zatim mološkom kralju Admetu, a odatle napokon u Malu Aziju. Konačno, nije imao drugog izlaza nego da se 464. pr. Kr. obrati perzijskom caru Artakserksu, sinu cara Kserksa čiju je flotu porazio kod Salamine. Perzijski car je primio Temistokla i dao mu na upravu tri grada u Maloj Aziji – Magneziju, Lampsak i Mijunt. Stanovnici Magnezije obožavali su ga kao božanstvo, kako se vidi po jednom novčiću, na kojemu je Temistoklo predstavljen s vrčem u ruci i ubijenim bikom pod nogama.
Temistokle je umro oko 459. pr. Kr. u Magneziji, kada mu je bilo 65 godina. Plutarh navodi kako je izvršio samoubojstvo (ispijanjem volovske krvi), kako ne bi morao ispuniti Artakserksovu naredbu da se bori protiv Atenjana u Egiptu. No, Temistoklo je najvjerojatnije ipak umro od bolesti, a njegovi posmrtni ostaci navodno su preneseni u Atiku. 

## Ostavština
Premda se ne bi moglo reći da je Temistoklov kraj života bio častan i teško da je svoje ogromno bogatstvo bio stekao zakonitim sredstvima, ostaje činjenica da je Temistoklo spasio grčku slobodu i atensku demokraciju, najzaslužniji za izgradnju atenske flote i, samim time, za uspostavljanje Delskog saveza, koji će prerasti u atensku pomorsku državu. Periklo je obnovio njegovu reputaciju 450-ih pr. Kr., tako da su o njemu kao heroju pisali i Herodot, Tukidid i Diodor, dok je Plutarh kasnije slavio njegova dostignuća, ali također isticao i njegove promašaje.
God. 1767. Johann Christian Bach je napisao operu Temistoklo u tri čina, utemeljenu po libretu koji je 1736. napisao Pietro Metastasio.
Temistoklo se javlja kao jedan od glavnih likova u filmu 300 Spartanaca (1962.), gdje ga je utjelovio Ralph Richardson, ali i kao glavni lik u fiktivnom filmu 300: Uspon Carstva (2014.), utemeljenom na stripu koji je napisao Frank Miller, gdje ga je glumio Sullivan Stapleton.

## Vanjske poveznice
- Temistoklo (Livius.org, Jona Lendering) Arhivirana inačica izvorne stranice od 12. siječnja 2012. (Wayback Machine)
- Temistoklo (in2greece.com)
- Temistoklo (enciklopedija Britannica)